# Gusztáv és a bűnbak
A Gusztáv és a bűnbak a Gusztáv című rajzfilmsorozat harmadik évadának tizedik epizódja.

## Rövid tartalom
Gusztáv gyáva és megalkuvó, csak képzeletben tudja megtorolni sérelmeit.

## Alkotók
- Rendezte: Nepp József
- Írta: Dargay Attila, Jankovics Marcell, Nepp József
- Zenéjét szerezte: Pethő Zsolt
- Operatőr: Neményi Mária
- Hangmérnök: Horváth Domonkos
- Vágó: Czipauer János
- Színes technika: Dobrányi Géza, Kun Irén
- Gyártásvezető: Kunz Román

Készítette a Pannónia Filmstúdió.